# Генріх Шойх
Ге́нріх Шойх (нім. Heinrich Schëuch; 21 червня 1864, Шлеттштадт — 3 вересня 1946, Бад-Кіссінген) — німецький воєначальник, генерал піхоти запасу вермахту.

## Біографія
Шойх навчався в ліцеї у Кольмарі та кадетському училищі. 15 квітня 1882 року його призначили фенріхом у 4-й Баденський піхотний полк «Принц Вільгельм» № 112 Прусської армії, дислокований у Кольмарі. Отримав офіцерське звання 16 листопада 1882 року, 17 жовтня 1883 року його зробили другим лейтенантом. З 30 серпня 1889 року служив ад'ютантом 4-го батальйону. 1 квітня 1890 року його перевели до 7-го Баденського піхотного полку № 142, де він служив ад'ютантом 1-го батальйону. На цій посаді Шойх 28 липня 1892 отримав звання першого лейтенанта і з 1 жовтня 1892 по 30 вересня 1893 року навчався у Військовій академії. Потім він був полковим ад'ютантом до 11 вересня 1895 року, після чого його призначили ад'ютантом 58-ї піхотної бригади. Зберігши командування й одночасно отримавши звання гауптмана, 27 січня 1897 року Шойх був переведений в 2-й Верхньорейнський піхотний полк № 99.
У середині листопада 1897 року він був направлений до Військового міністерства у Берліні. Призначений ад'ютантом директора Військово-економічного департаменту, Шойх служив у Військовому міністерстві до 15 червня 1900 року. Потім він повернувся на бойову службу і став командиром роти 7-го Рейнського піхотного полку № 69. 22 березня 1902 року його знову переведели до Військового міністерства. Шойх служив бюджетним офіцером у Військовому відділі до 17 жовтня 1908 року, а 18 серпня 1903 отримав звання майора. Він також командував військами, командуючи 1-м батальйоном 4-го гвардійського піхотного полку. 7 липня 1913 року його призначили директором Центрального департаменту Військового міністерства. З 21 липня 1913 року Шойх також обіймав посаду заступника уповноваженого у Союзній раді.
З початком Першої світової війни, 2 серпня 1914 року, Шойх був призначений начальником Мобільного штабу військового міністра Еріха фон Фалькенгайна, і навіть обіймав посаду директора Головного військового відділу. 8 серпня він зустрівся з Вальтером Ратенау, який запропонував створити Відділ військової сировини, що Шойх негайно реалізував.
Після отримання звання генерал-майора 27 січня 1916 року, Шойх прийняв командування 29-ю піхотною бригадою 11 травня 1916 року і керував нею серед іншого в битві на Соммі. Він залишив командування бригадою 12 січня 1917 року і був призначений командиром 33-ї дивізії. У цій якості він серед іншого брав участь у боях в Аргонні та в подвійній битві при Ені та Шампані. Після суперечок про військові прибутки та їх присвоєння глава Військового міністерства, генерал-лейтенант Вільгельм Гренер, був змушений піти у відставку 15 серпня 1917, і його місце зайняв Шойх.
Шойху довелося погодитися на значне скорочення повноважень Військового міністерства і здійснювати свою діяльність в умовах дедалі більшої військової обстановки, оскільки 6 квітня 1917 року Сполучені Штати Америки оголосили війну Німецькій імперії. Кульмінацією його військової кар'єри стало призначення 9 жовтня 1918 на посаду прусського військового міністра. Будучи Верховним головнокомандувачем, тепер мав пряму владу над воєначальниками, проте, по суті, він міг діяти лише як виконавець програної війни.
9 листопада 1918 року в Німеччині розпочалася Листопадова революція, а 11 листопада у вагоні поїзда у Комп'єнському лісі укладено перемир'я. Шойх подав прохання про відставку з посади військового міністра Пруссії з 15 грудня 1918 року. 2 січня 1919 року його прохання про відставку задовольнили зі збереженням встановленої законом пенсії.
27 серпня 1939 року, з нагоди 25-ї річниці битви під Танненбергом, Шойх був проведений у генерали піхоти запасу.

## Нагороди
- Столітня медаль
- Хрест «За вислугу років» (Пруссія) (25 років)
- Орден Червоного орла 2-го класу
- Орден Корони (Пруссія) 2-го класу
- Орден Меча, командорський хрест (Швеція; 1912)
- Залізний хрест 2-го і 1-го класу
- Pour le Mérite (8 квітня 1918)
- Почесний хрест ветерана війни з мечами